# Euxoa nesilens
Euxoa nesilens är en fjärilsart som beskrevs av Smith 1904. Euxoa nesilens ingår i släktet Euxoa och familjen nattflyn. Inga underarter finns listade i Catalogue of Life.